# Zespół Pieśni i Tańca Uniwersytetu Gdańskiego JANTAR

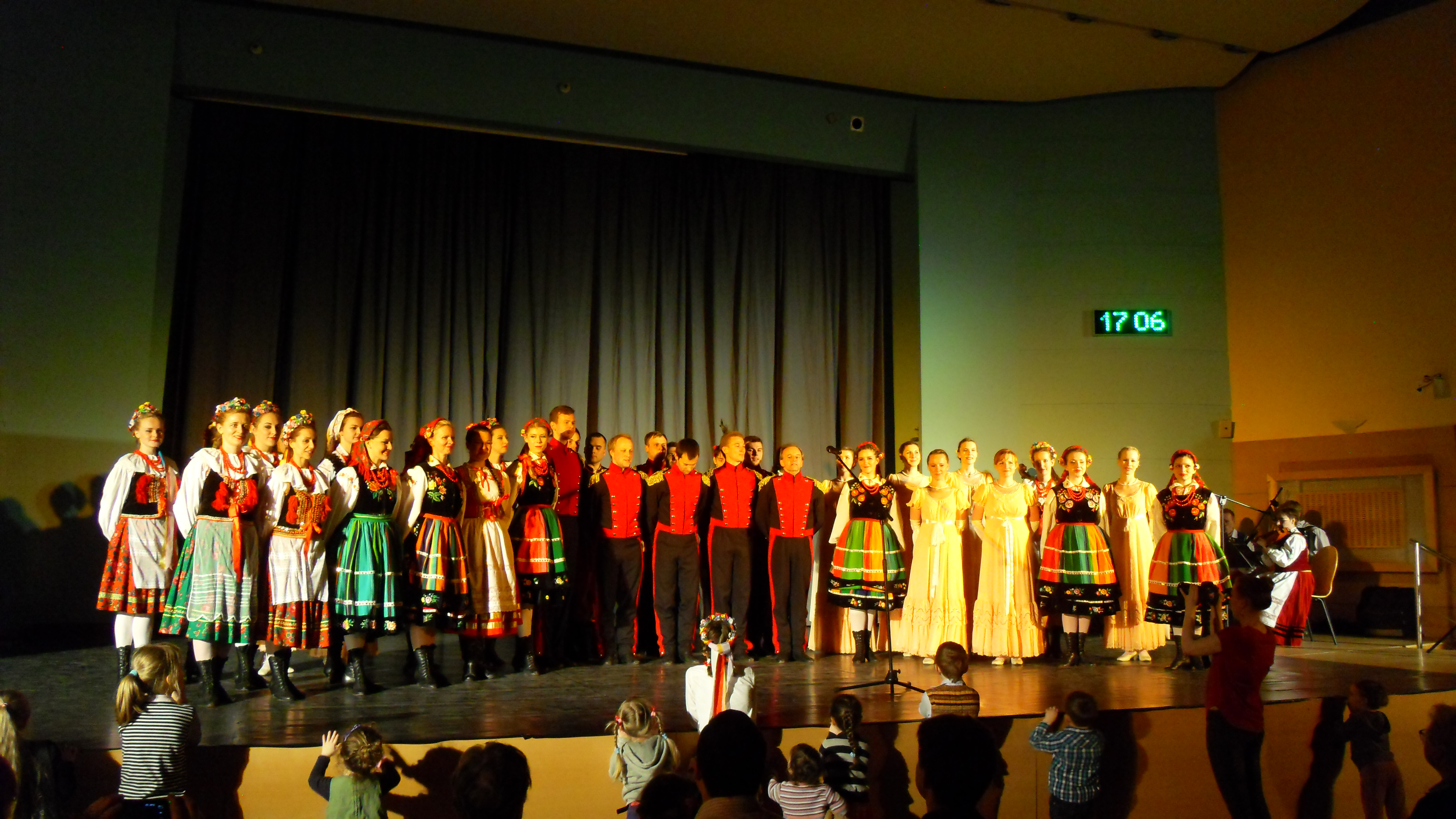
Koncert zespołu

Zespół Pieśni i Tańca Uniwersytetu Gdańskiego JANTAR  im. Zygmunta Kamińskiego (ZPiT UG JANTAR) – jest reprezentacyjną grupą folklorystyczną Uniwersytetu Gdańskiego. „JANTAR” to grupa tańczących, śpiewających studentów oraz absolwentów niemal wszystkich wydziałów UG, a także innych trójmiejskich uczelni. Zespół wykonuje nie tylko tańce regionalne. W swym repertuarze posiada także układy choreograficzne polskich tańców narodowych, takich jak mazur i polonez, których powagę i dostojeństwo podkreślają piękne stroje z epoki Księstwa Warszawskiego lub staropolskie kontusze. „JANTAR” znany jest zarówno w kraju, jak i poza jego granicami – koncertował na festiwalach w  Anglii, Bułgarii, Danii, Francji, Holandii, Hiszpanii, Irlandii, Norwegii, Niemczech, Turcji, Słowenii, Szwajcarii, gdzie zdobywał uznanie i liczne nagrody. Do najważniejszych wyróżnień należą nagrody na festiwalach w Cantonigros (Hiszpania), Neuchatel (Szwajcaria), Gemenos (Francja), Middlesbrough (Anglia), Stambuł (Turcja) oraz drugie miejsce na XXIII Międzynarodowym Festiwalu Chórów i Folkloru Lindenholzhausen (Niemcy).  
W 2005 kadra prowadząca i członkowie zespołu otrzymali z rąk JM Rektora Uniwersytetu Gdańskiego Medale Uniwersytetu Gdańskiego (najwyższe honorowe wyróżnienie dla członków społeczności akademickiej). W 2006, po otrzymaniu pozytywnej oceny od Komisji Artystycznej, „JANTAR” wstąpił w szeregi Polskiej Sekcji CIOFF – Międzynarodowej Rady Stowarzyszeń Folklorystycznych, Festiwali i Sztuki Ludowej. Za wybitne osiągnięcia w dziedzinie rozwijania kultury studenckiej i kultywowania tradycji tańca ludowego oraz z okazji 45 rocznicy zespół otrzymał w 2015 Brązowy Medal Uniwersytetu Gdańskiego „Bene merito et merenti”.

## Kadra kierownicza[2]
- Główny koordynator – Karol Onyszkiewicz
- Kierownik Kapeli – Paweł Wiśniewski

## Dyskografia
- 1997 – kaseta  z programem kolędowym
- 2002 – „Muzyka źródeł” – płyta CD z piosenkami z różnych regionów Polski
- 2003 – „Kolędy i pastorałki” – płyta CD kolędami i pastorałkami
- 2009 – „Kolędy” – dodatek  CD do Dziennika Bałtyckiego (Zespół Pieśni i Tańca Uniwersytetu Gdańskiego Jantar oraz Akademicki Chór Uniwersytetu Gdańskiego)
- 2010 – „Wiele barw jantaru” –  płyta CD piosenkami z różnych regionów Polski
- 2010 – „Kolędy” – dodatek  CD do Dziennika Bałtyckiego,  wydanie z okazji obchodów 40-lecia Uniwersytetu Gdańskiego  (Zespół Pieśni i Tańca Uniwersytetu Gdańskiego Jantar oraz Akademicki Chór Uniwersytetu Gdańskiego)